# Палмерстон, Генри Джон Темпл
Генри Джон Темпл, с 1802 года 3-й виконт Палмерстон (англ. Henry Temple, 3rd Viscount of Palmerston, 20 октября 1784[…], Broadlands, Гэмпшир — 18 октября 1865[…], Brocket Hall, Хартфордшир) — английский государственный деятель, долгие годы руководил обороной, затем внешней политикой государства, премьер-министр Великобритании в 1855—1858 и 1859—1865 годах.

## Начало карьеры
Происходил из старинной ирландской аристократической семьи. Отец — Генри Темпл, 2-й виконт Палмерстон (1739—1802). Генри Джон посещал школу в Хэрроу вместе с Байроном и Робертом Пилем, потом университеты в Эдинбурге и Кембридже.
Так как в качестве ирландского пэра лорд Палмерстон не имел доступа в палату лордов, он безуспешно баллотировался в 1804 году в палату общин от Кембриджского университета. В 1807 году стал депутатом от одного из «гнилых» местечек. Тогда же Портленд назначил его младшим лордом-заседателем Адмиралтейства. Через несколько месяцев Палмерстон произнёс речь в защиту бомбардировки Копенгагена; не находя возможным оправдывать этого акта насилия соображениями нравственного свойства, он тем не менее находил его необходимым и полезным ввиду угрожающих планов Наполеона. Палмерстон не обладал выдающимся ораторским талантом, во время речи часто останавливался, с трудом подыскивал слова, но всегда хорошо владел предметом речи, умел искусно пускать в ход иронию и сарказм и в общем производил сильное впечатление.

## Министр по военным делам
Речь сразу выделила Палмерстона, и в 1809 году лорд Персиваль, формируя правительство, предложил Палмерстону должность канцлера казначейства. Палмерстон имел редкое благоразумие отказаться, ссылаясь на полное незнакомство с финансами и на то, что он только однажды выступал в Палате общин, и удовольствовался местом министра по военным делам без права голоса в кабинете; в этой должности он оставался почти 20 лет (1809—1828), не пользуясь политическим влиянием, но привлекая к себе общие симпатии своим трудолюбием, энергией и добросовестностью. Кроме государственной службы, он занимался в это время писанием стихов, не имеющих серьёзного значения.
После смерти лорда Ливерпула премьер-министр Джордж Каннинг предложил Палмерстону канцлерство казначейства; Палмерстон принял, но назначение разбилось о противодействие короля, и Палмерстон остался при Каннинге, потом при Годериче, министром по военным делам, но только с правом голоса в кабинете. В это время Палмерстон, подобно своему другу Роберту Пилю, был ещё верным членом торийской партии. В сущности, Палмерстон всю жизнь оставался тори, в том смысле, в каком ими были Питт и Каннинг; он был государственный человек старого английского аристократического типа, либеральный по настроению, сочувствующий справедливости и прогрессу, но враждебный требованиям демократии. Так, он поддерживал эмансипацию католиков, но решительно противился избирательной реформе. После падения кабинета Годерича (1828) Палмерстон оказался слишком умеренным и либеральным для строго консервативного кабинета Веллингтона, и таким образом впервые очутился в рядах оппозиции.

## Международная деятельность
С этих пор он обратил преимущественное внимание на иностранные дела; несколько раз посетил Париж и обнаружил редкое понимание политического момента, предсказав надвигающуюся революцию. В июле 1829 года Палмерстон произнёс в палате общин произведшую громадное впечатление речь об иностранной политике, требуя от Веллингтона более активного вмешательства в дела Греции. За два года деятельности в оппозиции Палмерстон сблизился с вигами, и когда Веллингтон в 1830 году сделал попытку привлечь его в правительство, то Палмерстон отказался войти в его состав без лорда Грея и лорда Лансдауна; таким образом он связал свою судьбу с судьбой партии вигов, в которой и остался до самой смерти. В 1830 году Палмерстон стал министром иностранных дел в кабинете Грея; с тех пор до 1851 года он оставался министром иностранных дел в кабинетах лорда Грея, лорда Мельбурна и лорда Рассела, с промежутками в 1834 и 1841—1846 годах (кабинеты Р. Пиля).

### Европейская политика
Политика Палмерстона сводилась к поддержке за границей либеральных течений. Так, он содействовал образованию бельгийского королевства и поддерживал кандидатуру на бельгийский престол Леопольда Саксен-Кобург-Готского; в Испании он стоял на стороне Изабеллы II, в Португалии — королевы Марии II; лондонский трактат 1834 г, заключённый между Францией, Англией, Португалией и Испанией и умиротворивший (при участии английского флота) Пиренейский полуостров, был главным образом делом его рук.

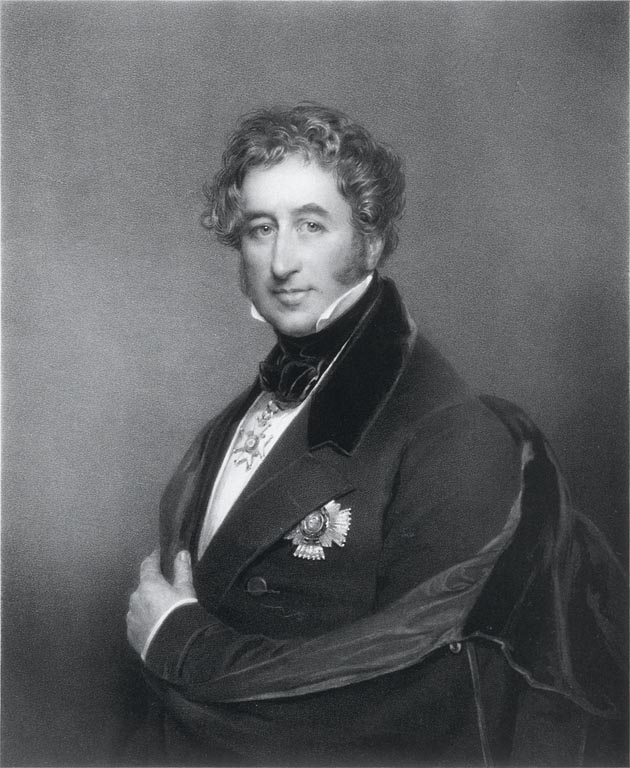
Палмерстон в 1830-х годах

### Ближневосточная политика
Палмерстон симпатизировал греческому восстанию, но затем одной из главных задач его политики делается поддержка Турции; он верил в её возрождение и придавал серьёзное значение реформам султана Махмуда II. Палмерстон сильно боялся утверждения России на Босфоре, Франции — на Ниле. Османская империя казалась ему могучим оплотом против честолюбивых стремлений этих держав. Ункяр-Искелесийский договор 1833 года о мире и оборонительном союзе между Россией и Турцией вызвал его гнев, и впоследствии он участвовал в конфликте, получившем название Дело «Виксена». Когда восстание Мухаммеда Али Египетского грозило целости Османского государства, Палмерстон побудил державы подписать коллективную ноту, объявляющую неприкосновенность Османской империи залогом мира всей Европы (1839). После победы египтян при Незибе, ещё более ухудшившей положение Османской империи (ослабленной, к тому же, смертью султана Махмуда), Палмерстон настаивал на принудительных мерах против египетского паши. Франция отказалась принять в них участие, чем сильно раздражила Палмерстона; Лондонский трактат о проливах 15 июля 1840 г. был, поэтому, заключён Англией, Россией, Пруссией и Австрией без участия Франции. Вслед за ним быстро одно за другим последовали бомбардирование Бейрута, взятие Акры, изгнание Ибрагима-паши из Сирии, усмирение Мухаммеда Али. 13 июля 1841 г. была подписана новая Лондонская конвенция о проливах, уже с участием Франции. Этот ряд энергических мер создал Палмерстону славу первого государственного человека эпохи.

### Дальневосточная политика
В бытность Палмерстоном министром иностранных дел Англия выиграла у Китая Первую Опиумную войну и получила остров Гонконг.

### Африка
Генри Винн представил министру аргументы в пользу британской интервенции Лагоса, который, в свою очередь, поручил консулу Бэнкрофту провести оценку необходимости подобных мер.

### Период европейских революций
Тем смелее действовал он во второй половине 1840-х годов, во время кабинета Рассела. Он покровительствовал революциям в Италии и Венгрии, устраивал торжественные встречи Лайошу Кошуту, чем возбуждал против Англии все правительства Европы; но трудно допустить, чтобы эта политика объяснялась принципиальными мотивами — по крайней мере не о них свидетельствуют позднейшие симпатии Палмерстона государственному перевороту Наполеона III. Скорее она исходила из чисто шовинистских инстинктов, что доказывается в особенности Делом Пасифико, когда, по пустому поводу, Палмерстон принял решительные меры против и без того слабой Греции, и принудил её подчиниться притязаниям английского правительства. Речь Палмерстона в Палате общин, в которой он защищал эти меры, продолжалась 5 часов; он доказывал, что как в древности гордое заявление «Civis Romanus sum» обеспечивало всеобщее почтение к человеку, его делающему, так и ныне каждый английский подданный должен чувствовать за собой властную руку его правительства, оберегающего его от оскорблений. Речь вызвала восторг в палате общин; не только либералы поддержали своего министра, но сам Роберт Пиль заявил, что Англия гордится им. Однако это был последний триумф Палмерстона в качестве руководителя иностранной политики: заявления Палмерстона вызвали решительный протест со стороны Гладстона и многих других.
Затруднения, созданные английскому правительству недовольством иностранных держав, также давали себя чувствовать. К этому присоединилось личное столкновение Палмерстона с королевой Викторией, до сведения которой Палмерстон не доводил некоторых своих мер, и потому, когда в декабре 1851 года Палмерстон, не посоветовавшись с членами кабинета, через английского посланника в Париже поздравил Наполеона III с произведённым им переворотом, то лорд Рассел воспользовался этим как удобным предлогом, чтобы отделаться от слишком беспокойного товарища. Палмерстон отомстил Расселу тем, что предложил вотирование недоверия, вызвавшее падение правительства. Этим закончилась карьера Палмерстона как министра иностранных дел. В 1852 году, когда сформировался кабинет лорда Абердина, Палмерстон предпочёл занять в нём пост министра внутренних дел. Несмотря на это, он пользовался громадным авторитетом именно в вопросах иностранной политики, и Крымская война была в значительной степени делом его рук.

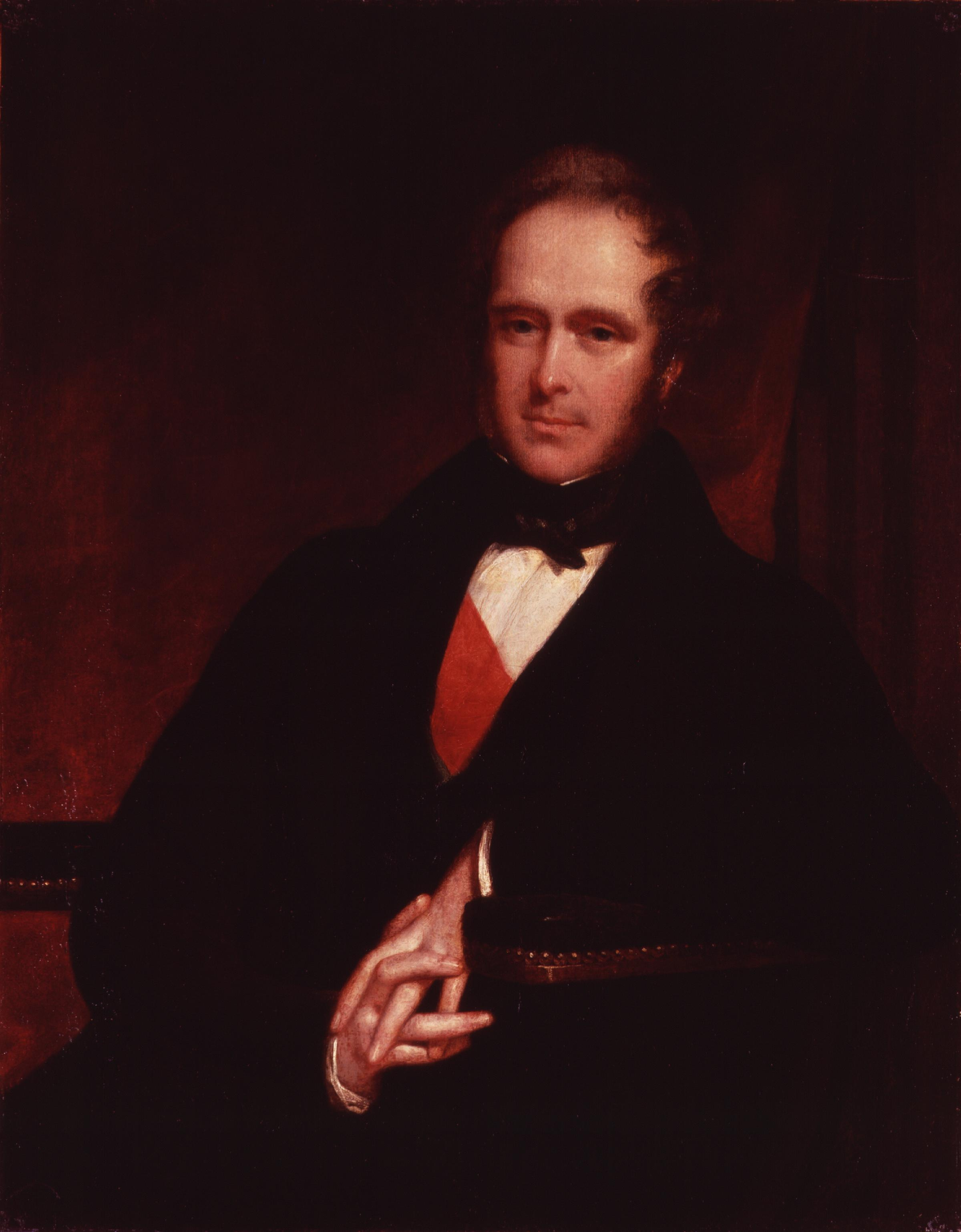
Палмерстон в 1840-х годах.

Карл Маркс дал следующую характеристику Палмерстона:
«Будучи тори по происхождению, — писал Маркс, — он все же сумел ввести в управление иностранными делами весь тот клубок лжи, который составляет квинтэссенцию вигизма. Он прекрасно умеет соединять демократическую фразеологию с олигархическими воззрениями, умеет хорошо скрывать торгашескую мирную политику буржуазии за гордым языком аристократического англичанина старых времён; он умеет казаться нападающим, когда на самом деле потворствует, и обороняющим, когда на самом деле предаёт; он умеет ловко щадить мнимого врага и приводить в отчаяние сегодняшнего союзника, умеет в решительный момент спора становиться на сторону сильнейшего против слабейшего и обладает искусством, убегая от врага, сыпать громкими, смелыми фразами».
Борьба с Россией в «Восточном вопросе» была одной из самых важных задач внешней политики Великобритании при Палмерстоне. Для Палмерстона и большинства не только консерваторов, но и вигов (в рядах которых числился и он сам) пустить Россию в Константинополь значило спустя несколько лет увидеть её в Индии. Охрана всеми дипломатическими и военными средствами как Турции, так и Персии от поглощения их Россией признавалась прямым долгом и основной задачей британской политики. Для Англии потерять Индию значило бы уподобиться Голландии или Бельгии. Борясь против царских происков и завоевательных стремлений в Турции, Палмерстон и его единомышленники боролись, по их мнению, за существование Англии как великой державы.«История дипломатии», под ред. В. П. Потемкина. том. 1. 1941.
Крымская война 1853—1856 годов была апофеозом внешней политики Палмерстона и вместе с тем лично его величайшим достижением как дипломата. Ещё в начале войны в России сочинили высмеивающее Палмерстона стихотворение, начинающееся следующим куплетом:
Вот в воинственном азарте
Воевода Пальмерстон
Поражает Русь на карте
Указательным перстом.
Но это оказалось «Проклятием побежденного». Война была Россией проиграна, хотя общественность Великобритании была также недовольна результатами войны.

## Премьерство
В 1855 году, после падения кабинета Абердина, сформировать правительство было поручено Палмерстону, и с тех пор, до самой смерти, с небольшим перерывом (1858-59), он оставался премьером. Никогда ещё со времён Питта министр не пользовался в Англии такой популярностью, как Палмерстон в первые годы после составления им кабинета; в палате его преследовали нападки радикалов, сарказмы Дизраэли, но страна, опьяненная победой, была за него. Разбитый враждебной коалицией в 1857 году, он распустил парламент и вернулся в него с значительным большинством, выступив сторонником британской агрессии во Второй Опиумной войне (1856-60).
Несмотря на то, что он был главой либеральной партии, политика его внутри страны отличалась большой умеренностью и осторожностью; он противодействовал всем демократическим требованиям радикалов. В 1858 году, по поводу покушения Феличе Орсини на жизнь Наполеона III, Палмерстон предложил билль о заговорах; билль этот вызвал сильное недовольство, так как в нём увидели, и не без основания, с одной стороны сервилизм по отношению к Наполеону, с другой — стремление подавить свободу личности в Англии. Сильное негодование британской общественности и упреки оппозиции вызвала история с "вежливым" выдворением Гарибальди, посетившим Великобританию во время очередных переговоров британского правительства с французским императором. Палмерстон должен был уступить своё место лорду Дерби, но в следующем же году вторично сформировал кабинет.
Премьерство и вся деятельность Палмерстона к концу жизни и карьеры несут печать увядания. Ярче всего это проявилось в событиях вокруг Гражданской войны в США, Польского восстания и 1863 года и Шлезвиг-Гольштейна. Попытки британского премьер-министра оказать давление на США и Россию с целью навязать посредничество и переговоры привели лишь к витку англофобии и ухудшению отношений с Вашингтоном и Санкт-Петербургом, между которыми наметилось сближение. Палмерстон своевременно вывел британские войска и флот из международных сил в Мексике, но в результате испортились отношения с Парижем. Он не смог разглядеть масштаб надвигающихся событий и недооценил фигуру Бисмарка, использовавшего Шлезвигский кризис в интересах усиления Пруссии. В 1864 году Палмерстон несмотря на данные обещания поддержки Дании, не смог договориться с раздраженным недавними демаршами Наполеоном III о совместных действиях  и вынужден был поддержать отказ от вступления Британии в Австро-Прусско-Датскую войну. 
До самой смерти Палмерстон сохранял юношескую бодрость и энергию (в 1863 году 79-летний Палмерстон, известный дамский угодник, был соответчиком по одному бракоразводному делу), вместе с замечательным здоровьем, и умер после очень непродолжительной болезни. Смерть его была встречена как национальное несчастье. Палмерстон стал четвёртым лицом, не принадлежавшим к королевскому дому, удостоенным государственных похорон в Вестминстерском аббатстве (после Исаака Ньютона, Горацио Нельсона и герцога Веллингтона).
Брак, заключённый им в 1839 году с вдовствующей графиней Каупер, сестрой премьер-министра лорда Мельбурна, остался бездетным (хотя, по слухам, он был отцом одной из дочерей своей будущей жены, рождённых ей ещё в предыдущем браке).

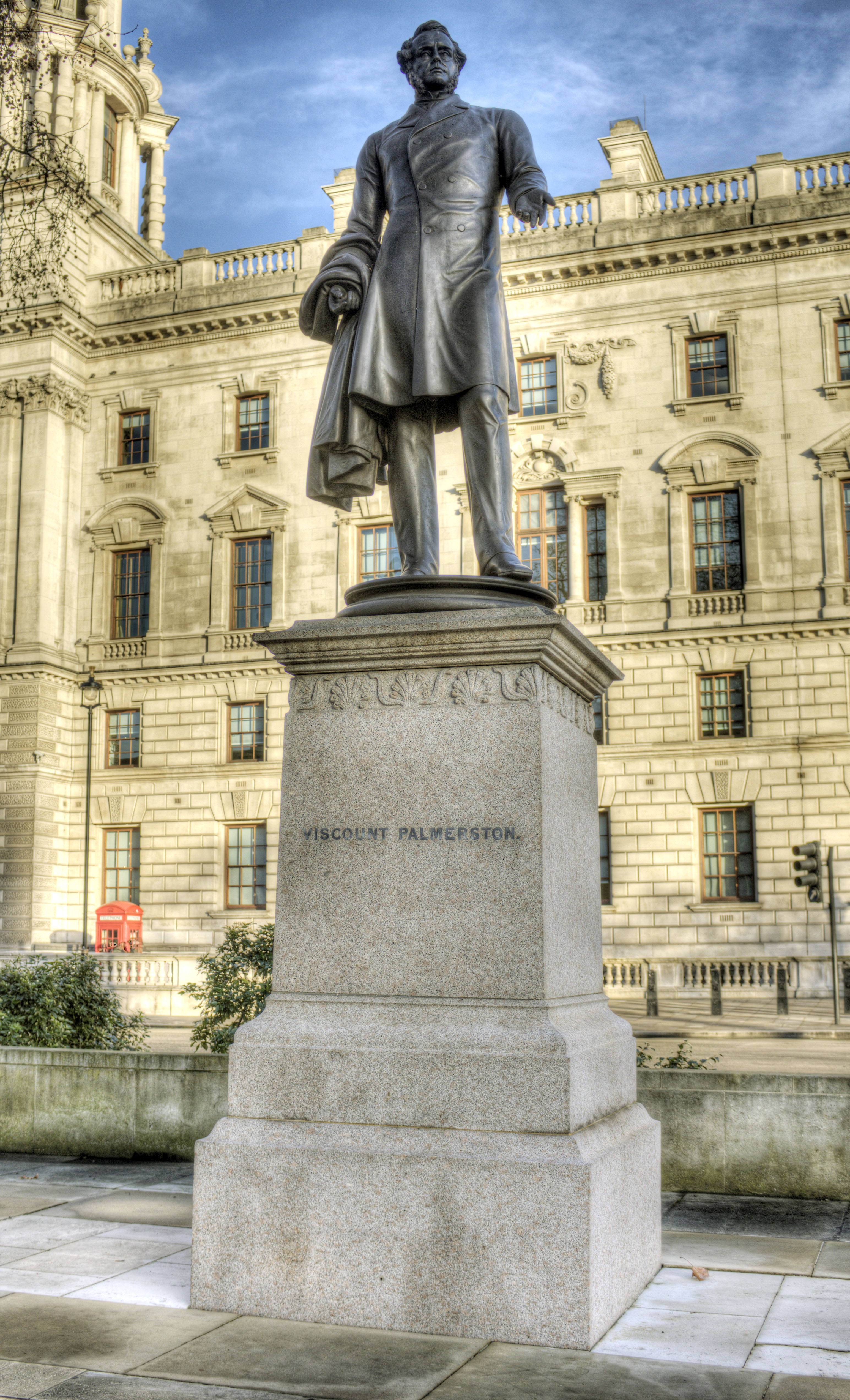

В 1876 году ему была воздвигнута бронзовая статуя в парламентском сквере в Лондоне.
Существует мнение, что недальновидная политика Палмерстона привела к образованию и усилению Германии, впоследствии ставшей наиболее опасным противником Британской империи.

## Образ в кино
- «Хромой дьявол» (Франция, 1948) — актёр Говард Вернон[фр.]
- «1864» (Дания, Норвегия, Швеция, Германия, 2014) — актёр Фокс, Джеймс
- «Виктория» (Великобритания, 2016 - 2019) – Лоуренс Фокс